# Azjatycki Bank Inwestycji Infrastrukturalnych
Azjatycki Bank Inwestycji Infrastrukturalnych (ang. Asian Infrastructure Investment Bank, AIIB) – międzynarodowa instytucja finansowa z siedzibą w Pekinie, utworzona w 2016 roku.
Celem banku jest wspieranie zrównoważonego wzrostu gospodarczego i poprawa powiązań infrastrukturalnych w Azji. Bank inwestuje w infrastrukturę i inne sektory produkcyjne. Zajmuje się także promowaniem współpracy regionalnej i partnerstwa razem z innymi instytucjami działającymi w regionie. Bank wspiera rozwój infrastruktury transgranicznej w transporcie (drogowym, kolejowym, morskim), a także w obszarze energetycznym oraz telekomunikacyjnym na terenie Azji.
Instrumenty oferowane przez bank to kredyty i pożyczki bezpośrednie, inwestycje kapitałowe w instytucjach lub przedsiębiorstwach prywatnych, gwarancje kredytowe, pomoc techniczna.

## Historia
Propozycja utworzenia banku pochodziła od rządu Chin i wspierana była przez 37 regionalnych i 20 pozaregionalnych przyszłych członków założycieli. Wśród największych gospodarek świata, które nie dołączyły do założycielskich krajów są m.in. Stany Zjednoczone, Japonia oraz Kanada.
Bank postrzegany jest przez niektórych jako rywal Międzynarodowego Funduszu Walutowego, Banku Światowego oraz Azjatyckiego Banku Rozwoju, które kojarzone są z dominacją krajów rozwiniętych, takich jak Stany Zjednoczone.
Utworzenie banku zostało zaproponowane przez Chiny w 2013 roku, natomiast jego tworzenie zapoczątkowane zostało podczas ceremonii w Pekinie w październiku 2014 roku. W lipcu 2015 parlament Mjanmy ratyfikował porozumienie stając się pierwszym członkiem AIIB. Do grudnia 2018 roku liczba członków AIIB wzrosła do 93.
Potencjalne uczestnictwo Polski w AIIB zainicjowane zostało wizytą ministra finansów Mateusza Szczurka w Pekinie pod koniec czerwca 2015 roku, gdzie spotkał się m.in. z ministrem finansów Chin Lou Jiwei oraz Jin Liqunem, szefem sekretariatu odpowiedzialnego za tworzenie banku. 25 sierpnia rząd zgodził się na podpisanie umowy będącej warunkiem dołączenia jako członek banku. Polski wkład miał wynieść 830 mln dolarów, umowa została podpisana 9 października 2015 roku przez polskiego ambasadora w Chinach – Mirosława Gajewskiego.